# Taquaruçu do Porto
Taquarussu do Porto este un oraș în Tocantins (TO), Brazilia.